# 劣等財

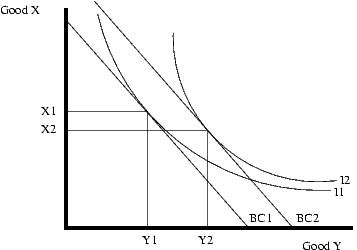
予算制約線がBC1からより高い所得のBC2にシフトすることで、Y財の購入量はY1からY2に増加し、通常財であることがわかる。一方、X財の購入量はX1からX2に減少しており、劣等財である。

劣等財（れっとうざい, 英: Inferior good）または下級財（かきゅうざい）とは、消費者の所得が増加するとその需要が減少する財のことである。すなわち、消費者の所得と劣等財の需要との間には逆相関の関係が存在する。
劣等財には、安価な自動車、公共交通機関、ペイデイローン、安価な食料品などが含まれる。これらの需要の変化は、代替効果や所得効果といった経済学上の基本的な現象によって説明される。

## 概要
劣等財とは、消費者の所得が増加した際に需要が減少する財を指す。逆に所得が減少すると需要が増加する。
このような挙動は、通常財のように所得が増えると需要も増える財とは異なる。通常財は、消費者の所得が増加するにつれて需要も増加する財である。
ここでの「劣等」とは、品質に関する評価ではなく、主に「手頃さ」や「代替可能性」に関する観察可能な事実を指す。一般的に劣等財は安価で、目的を十分に果たすが、より高価で効用の高い代替財が入手可能になると、その使用頻度は減少する。このことから、劣等財と社会経済的階層との関連性も指摘される。
消費者の無差別曲線によっては、所得の増加に対する需要の変化は、増加、減少、または不変となることがある。

## 例
劣等財の例としては以下のものがある。経済学者の中には、ウォルマートやレンタル購入店で販売される商品の多くが劣等財であると主張する者もいる。安価な自動車も劣等財の一例であり、所得が低い場合に選好されるが、所得が増えると需要は減少し、高級車の需要が増加する。
都市間バス輸送も劣等財の例である。これは航空や鉄道に比べて安価だが、時間がかかる。時間よりもお金が制約となる場合にはバスが選ばれるが、お金に余裕ができるとより迅速な移動手段が好まれる。一方、鉄道が発達していない国では逆のパターンが見られることもあり、鉄道がバスよりも遅く安価である場合、鉄道が劣等財となる。
ペイデイローンなどの金融サービスも劣等財の一種である。これらは主に低所得者向けに提供されており、中所得者や高所得者はより良い条件のクレジットカードや銀行ローンを利用する傾向にある。
インスタントラーメン、ボローニャソーセージ、ピザ、ハンバーガー、大衆向けのビール、冷凍食品、缶詰などの安価な食品も劣等財の例である。所得が上がると、より高価で美味しく、栄養価の高い食品が選ばれるようになる。貧困層が利用する商品やサービスで、裕福な人々が他の選択肢を持つようなものも、一般に劣等財とみなされる。また、アンティークを除く中古品や陳腐化した商品で、在庫一掃セールで販売されるものも、当時は劣等財とされることが多い。
一部の財は、地域や文化によって劣等財かどうかが異なる。たとえばジャガイモは、アンデス地域では典型的な劣等財であり、所得の高い層や都市部に移住した人々は米や小麦などを好む傾向がある。しかし、バングラデシュなどのアジア諸国では、ジャガイモはむしろ比較的高価で、特にフライドポテトの形で消費される場合、都市部のエリート層にとっては高級食品とみなされる。米国では、かつて紙巻きたばこが劣等財と見なされていた。葉巻に比べて安価で下層階級向けとされており、1873年の恐慌の影響でその人気が高まった。

## 所得効果と代替効果

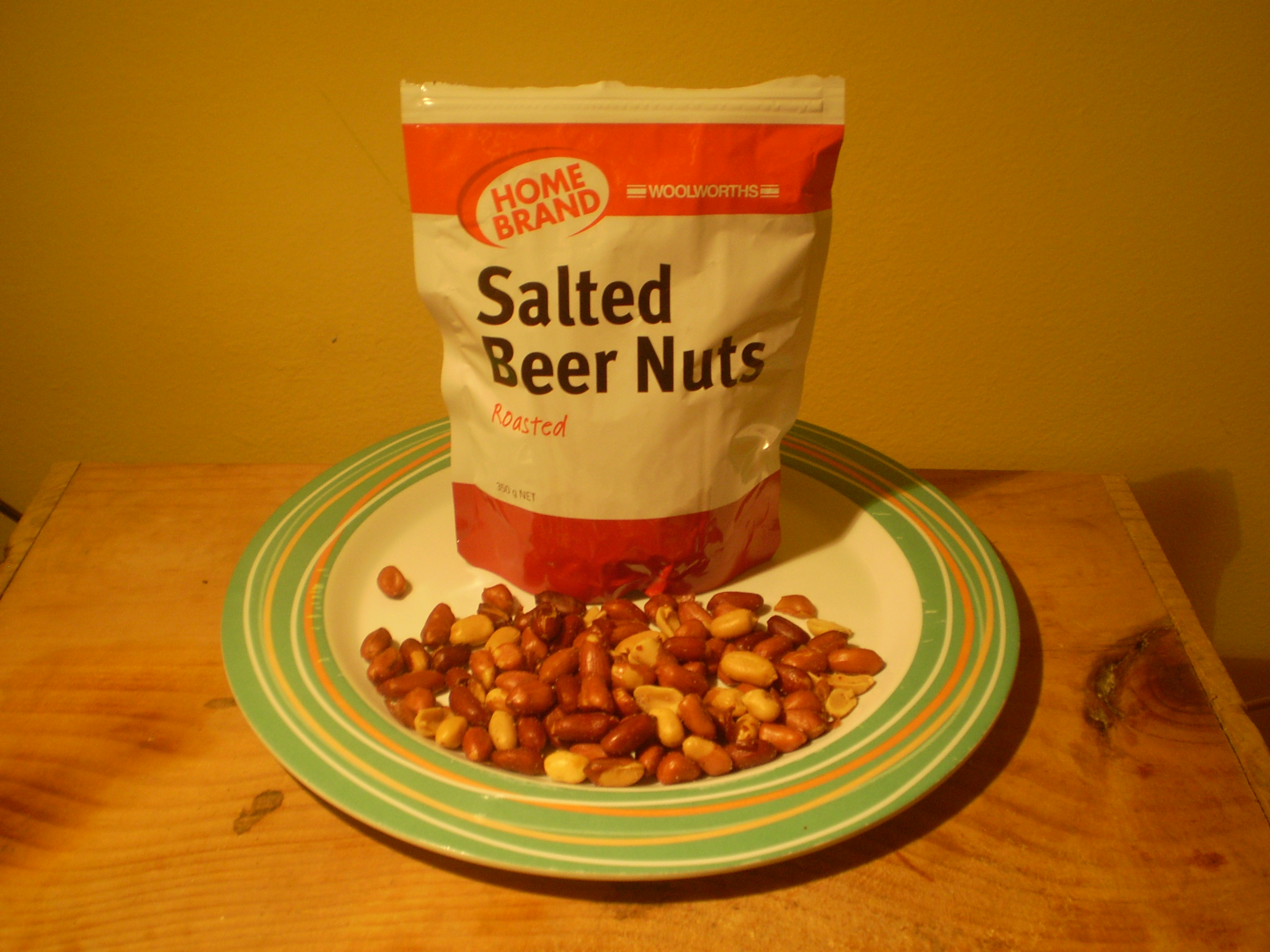
ブランドのない食料品のような商品は、典型的な劣等財の例である。何を劣等財と見なすかには明確な基準があるわけではないが、一般に、可処分所得が増加したときに選好されなくなる財が劣等財とされる。

劣等財に対する消費者の需要の変化は、2つの基本的な経済現象、すなわち代替効果と所得効果によって説明される。この2つの効果は、所得の増加や他の財の相対価格の変化に独立して反応する需要曲線の動きを記述し、正当化するものである。

### 所得効果
所得効果とは、実質所得の増加とある財への需要との関係を説明する概念である。劣等財は、実質所得が増加すると消費量が減少する「負の所得効果」を示す。実質所得が増えると、消費者はより高い効用を与える商品バンドルを購入することが可能になるため、劣等財の消費は減少する傾向にある。

### 代替効果
代替効果とは、代替財の相対価格の変化が需要量に与える影響を指す。この効果は、2つ以上の代替財間における相対価格の変化によって生じる。ある財の価格が下がり、その代替財の価格が変化しない場合、その財は相対的に安価になる。つまり、他の代替財は相対的に高価に見えるようになる。このとき消費者は、一般的に高価な財を安価な財に置き換えようとする傾向がある。その結果、相対的に安価な代替財の需要が増加する。
通常財と比較すると、価格の下落（または上昇）が劣等財の消費を減少（または増加）させる場合がある。これは、負の所得効果が代替効果よりも強く、もしくは大きい場合にのみ発生する。

### 劣等財の需要全体の変化
所得効果と代替効果は、劣等財においては互いに逆方向に作用する。すなわち、劣等財の価格が下がったとき、所得効果は消費量を減少させる一方、代替効果は消費量を増加させる。実際には、消費者が特定の財に費やす所得の割合は小さいため、所得効果は限定的であり、代替効果のほうが大きくなることが一般的である。そのため、需要の変化は代替効果に比べて小さい傾向にある。

## ギッフェン財
ギッフェン財とは、特殊なタイプの劣等財であり、需要の法則に反する現象を示す。すなわち、ギッフェン財の価格が上昇すると、その需要も増加する。これは、その財が消費者や市場の消費の大部分を占める場合に起こる可能性がある。この場合、価格の上昇による所得効果によって、結果的に需要が増加するという逆説的な現象が観察される。このような場合、需要曲線は右上がりとなり、正の価格弾力性を示す。
ギッフェン財はロバート・ギッフェンによって初めて指摘されたとされている。よく引用される説明として、19世紀のアイルランドにおいてジャガイモの価格が上昇した際、貧困層が肉や卵といった高価な食品の消費を減らし、依然として最も安価であったジャガイモの消費を増加させたという逸話がある。この現象は「ギッフェンの逆説」として知られている。
しかしながら、ギッフェンが実際にジャガイモをギッフェン財の例として挙げたという証拠は確認されておらず、アイルランドの大飢饉の時代において、ジャガイモがギッフェン財であったという証拠も存在しない。
なお、アルフレッド・マーシャルは、ギッフェンの逆説をパンの事例を用いて説明している。